# Jacob Leon Wertheim
Jacob Leon Wertheim (Amsterdam, 22 oktober 1839 − aldaar, 18 augustus 1882) was een Nederlands bankier, letterkundige en vertaler.

## Biografie
Wertheim was lid van de familie Wertheim en zoon van Carel (Salomon) Wertheim (1798-1864) en Dientje van Minden (1805-1884). Hij was een broer van Abraham Carel Wertheim (1832-1897) en van Sarah Wertheim (1841-1922) die door haar huwelijk met Mayer Kohnstamm (1836-1906) de stamouders werden van de Nederlandse familie Kohnstamm. Zelf werkte hij in het bankierswezen te Amsterdam, Antwerpen en Parijs. Maar daarnaast interesseerde hij zich voor toneel, was vanaf 1880 (tot zijn overlijden) secretaris van de Toneelschool en vertaalde verscheidene toneelwerken. Hij schreef ook zelf verhalen en debuteerde in 1870 met een bundeling van drie verhalen: 'Het oude huis', 'Twee violen. Eene fantasie bij den haard', en 'De juweelen ring. Eene reisherinnering'. Het was Wertheim die het Nederlandse publiek in aanraking bracht met de Franse dichters François Coppée en André Theuriet. Op 21 januari 1880 organiseerde hij in Amsterdam een avond ter ere van Coppée, die daarbij ook aanwezig was, waarvoor hij een van diens gedichten vertaalde en voor wie hij een gedicht schreef. Wertheim was tevens bevriend met Eduard Douwes Dekker. Hij werd geboren te Amsterdam en overleed in die stad op 42-jarige leeftijd. Hij werd op 22 augustus 1882 op de Joodse begraafplaats te Overveen begraven waarbij Allard Pierson een rede hield en het door hem geschreven gedicht Bij het graf van J.L. Wertheim voordroeg. Na zijn overlijden liet hij een fonds na met daarin ƒ 7.500 (≈ € 81.000 in 2013) om arme leerlingen een opleiding aan de Toneelschool te kunnen laten volgen. Postuum werd zijn werk nog in twee delen uitgegeven: een deel proza en een deel poëzie.
Na zijn dood werd in de Toneelschool in 1883 een marmeren borstbeeld onthuld, gemaakt door beeldhouwer Henrik Elion en dat was bekostigd door een zogenaamde Wertheim-avond op 30 november 1882 in de Stadsschouwburg. Ook bestond er na zijn overlijden enkele jaren een Letterlievend Genootschap Jacob Leon Wertheim (daarvoor genoemd: Vriendschap en Eendracht). Nog in 1885 (en nog eens in 1897) werd het zogenaamde 'Wertheim-album' geveild dat bestond uit handtekeningen en bijdragen, zoals handgetekende portretten van leden van het Nederlandse koningshuis, en waarvan de opbrengst ten goede kwam van het uit zijn legaat opgerichte genoemde fonds voor toneelschoolleerlingen.

### Eigen werk
- Tusschen licht en donker. Drie oorspronkelijke verhalen. Amsterdam, 1870.
- Proza en poëzie. 2 delen. Amsterdam, 1883-1884.

### Vertalingen
- Eug. Manuel, De afwezige. Drama in één bedrijf en in verzen. Amsterdam, 1874.
- Eug. Manuel, De werkman (Les ouvriers). Drama. Amsterdam, 1878.
- Pierre Corneille, Horatius. Amsterdam, [1879].
- François Coppée, De werkstaking. Gedicht van François Coppée. Amsterdam, 1880.
- À François Coppée. Poésie dite par Mlle Joséphine de Groot, à la représentation offerte au poète, par la société "Het Nederlandsch toneel", à Amsterdam, le 21 janv. 1880. Amsterdam, [1880].
- André Theuriet, Jean-Marie. Drama in één bedrijf in verzen. Amsterdam, [1881].
- Alfred Tennyson, Henoch Arden. Amsterdam, 1882.
- Bret Harte, Jeff Brigg's roman. 's-Gravenhage, 1882.
- Alfred Tennyson, Vier idyllen van Koning Arthur. Amsterdam, 1882.

- Biografisch Portaal: 61834486
- Digitale Bibliotheek voor de Nederlandse Letteren: wert003
- Gemeinsame Normdatei: 1029309639
- International Standard Name Identifier: 0000 0004 1750 3229
- Nederlandse Thesaurus van Auteursnamen: 071769285
- Virtual International Authority File: 245094194
- WorldCat: E39PBJpDQC9pXVB8PyqKTWmfMP